# Johann Baptist Lampi der Jüngere

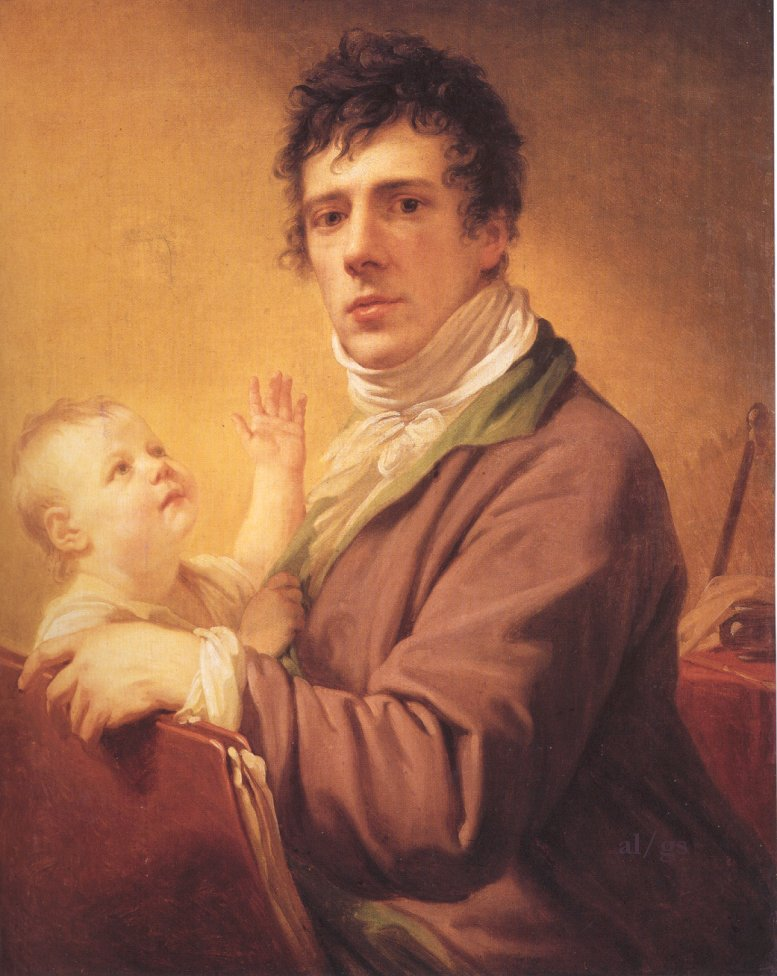
Johann Baptist Lampi der Ältere: Johann Baptist Lampi der Jüngere mit einem Sohn (um 1810), Innsbruck.

Johann Baptist Lampi der Jüngere, ab 1798 Ritter von Lampi, italienisch Giovanni Battista Lampi il Giovane, russisch Иоганн Баптист Ла́мпи Младший (* 4. März 1775 in Trient; † 17. Februar 1837 in Wien), war ein in Russland und Österreich tätiger Porträtmaler italienischer Herkunft.

## Leben
Seine Eltern waren der Porträtmaler Johann Baptist Lampi der Ältere (1751–1830) und dessen Ehefrau Anna Maria Franchi (1745–1795). Auch sein Bruder Franz Xaver (1782–1852) und seine Söhne Johann Baptist Matthias (1807–1857) und Alexander (1810–1832) ergriffen den Malerberuf.
Johann Baptist der Jüngere studierte ab dem 3. Juni 1786 an der Akademie der bildenden Künste in Wien unter Hubert Maurer und Heinrich Friedrich Füger. Später arbeitete er unter seinem Vater. Diesem folgte er 1791 nach St. Petersburg, wo er bis 1804 blieb.
Lampi besaß ein Haus in Baden bei Wien und war nach dem St. Petersburger Aufenthalt vornehmlich in Wien tätig, wo er 1813 Mitglied der Akademie wurde und sich hauptsächlich der Porträtmalerei widmete. Stilistisch konnte er sich nicht von seinem Vater lösen. Er malte Personen des öffentlichen Lebens der damaligen Zeit, aber auch Genreszenen und religiöse Themen.
Werke von Johann Baptist Lampi dem Jüngeren befinden sich u. a. in der Österreichischen Galerie Belvedere, dem Wien Museum und dem Salzburg Museum.

## Weblink
| Personendaten    | Personendaten |
| ---------------- | --- |
| NAME             | Lampi, Johann Baptist der Jüngere |
| ALTERNATIVNAMEN  | Lampi, Johann Baptist Ritter von; Lampi, Johann Baptist der Jüngere Ritter von; Lampi, Giovanni Battista; Lampi, Giovanni Battista il Giovane |
| KURZBESCHREIBUNG | österreichischer Porträtmaler |
| GEBURTSDATUM     | 4. März 1775 |
| GEBURTSORT       | Trient |
| STERBEDATUM      | 17. Februar 1837 |
| STERBEORT        | Wien |